# Tulpanmåleri
Tulpanmåleriet är ett uppländskt allmogemåleri som växer fram i början av 1700-talet.
De äldsta kända möblerna i stilen härrör från omkring 1720. Måleriet har främst förekommit i norra och centrala Uppland och har som sitt centrala motiv en tulpan, från 1750-talet ibland placerad i en urna. Från 1760-talet började blomstermålningen att anta en mer naturalistisk, rokokoinfluerad form. Under denna tid inleddes måleriets höjdpunkt. I Roslagen fick dock måleriet konkurrens från en ny typ av naturalistiskt blomstermåleri med rosdekor. Måleriet börjar förlora sin popularitet på 1790-talet. I norra Uppland trängdes måleriet undan av dalmåleriet och kvarvarande möbelmålare övergick huvudsakligen till att kopiera detta.